# Johann Friedrich Mende
Johann Friedrich Mende (* 3. Oktober 1743 in Lebusa Anm 1; † 1. Juli 1798 in Freiberg) war ein deutscher Maschinenbauer.
Der Sohn eines Mühlenbesitzers nahm 1767 an der Bergakademie Freiberg ein Studium auf. Im gleichen Jahr reiste er in den Harz, wo er unter anderem ein Messingwerk und eine Gewehrfabrik besichtigte. Sein besonderes Interesse fand jedoch eine im Bergbau genutzte Wassersäulenmaschine.
Zurück in Sachsen begann Mende mit dem Bau einer Wassersäulenmaschine, die 1769 als erste ihrer Art in den sächsischen Bergbau eingeführt wurde. Neben weiteren Wassersäulenmaschinen baute Mende in der Folgezeit unter anderem Pferde- und Wassergöpel, Pumpen, Gebläse, Wehre und Wasserleitungen.
1770 wurde er zum Kunstmeister bei allen sächsischen Bergämtern ernannt. Im Januar 1789 beförderte man ihn zum Maschinendirektor.
Zur Effizienzsteigerung des Erztransports der staatlichen Grube Churprinz Friedrich August Erbstolln in Großschirma – eines der seinerzeit reichsten Bergwerke im Freiberger Revier – entwickelte er die Untere Churprinzer Wasserversorgung, welche den Transport mit Kähnen zur flussaufwärts gelegenen Hütte Halsbrücke ermöglichte und gleichzeitig zusätzlich benötigtes Aufschlagwasser für die Grube heranführen konnte.

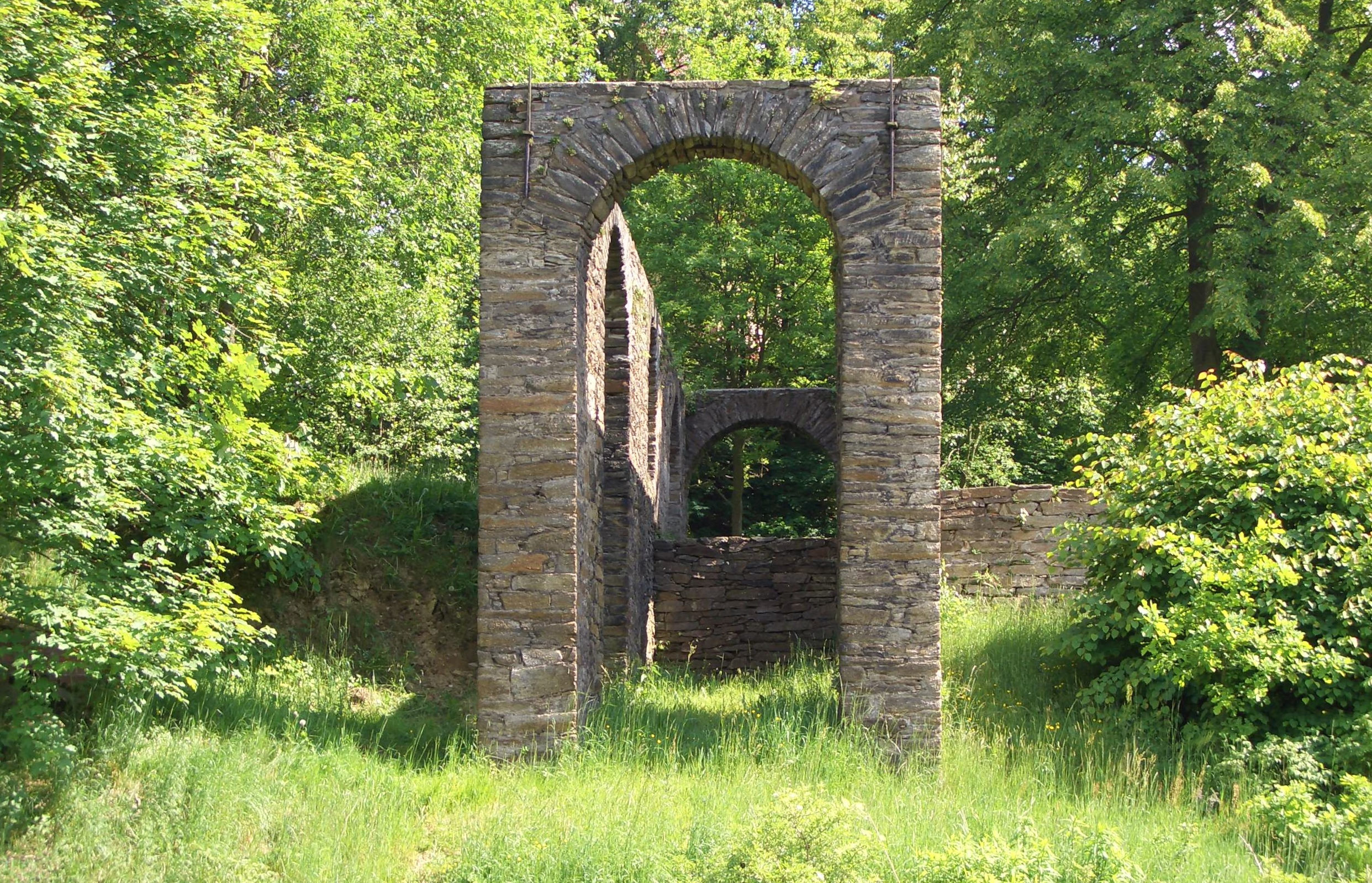
Kahnhebehaus Halsbrücke

Im Verlauf dieses Kanals ließ Mende 1788/89 bei Halsbrücke ein Kahnhebehaus errichten, das heute als das vermutlich älteste Schiffshebewerk der Welt gilt. Es bestand aus Unterbecken, Oberbecken und der Hebevorrichtung; mit Muskelkraft und Flaschenzügen überwand man einen Höhenunterschied von 6,8 Metern. Bis 1868 wurde mit diesem Hebewerk gearbeitet. Im Jahr 1791 ließ er ein weiteres Kahnhebehaus bei Großvoigtsberg bauen, das den Höhenunterschied zwischen dem Christbescherunger Bergwerkskanal und der Freiberger Mulde überwinden sollte.
Ein weiteres Verdienst Mendes war die Projektierung und Leitung der Arbeiten zur Schiffbarmachung von Abschnitten der Saale und der Unstrut zwischen 1790 und 1795. Mit den Untersuchungen zur Planung war er bereits 1778 beauftragt worden.
Den Bau einer Dampfmaschine konnte er nicht mehr vollenden. Er starb 1798 in Freiberg (Sachsen).